# Dang Ye-seo
Dans ce nom coréen, le nom de famille, Dang, précède le nom personnel Ye-seo.
Dang Ye-seo, née le 27 avril 1981 à Changchun, est une joueuse sud-coréenne de tennis de table. Elle a remporté la médaille de bronze par équipe aux Jeux olympiques d'été de 2008 disputés à Pékin. Elle est également troisième par équipe des Championnats du monde en 2012.

## Palmarès
- Jeux olympiques d'été de 2008 à Pékin
  -  Médaille de bronze par équipe

- Championnats du monde 2012 à Dortmund
  -  Médaille de bronze par équipe